# Riccardo Cucciolla
Riccardo Cucciolla (Bari, 5 de septiembre de 1924 – Roma, 17 de septiembre de 1999) ha sido un actor, doblador y director de doblaje italiano, trabajando ya sea para el cine o la televisión.

## Biografía
Carácter esquivo, lejos de la vida mundanal, rostro socavado y sufrido desde joven, ojos hundidos y semblante penetrante, Riccardo Cucciolla fue descubierto por el gran público en 1970 como protagonista de una película de enorme éxito: Sacco y Vanzetti de Giuliano Montaldo, director que ya lo había notado y dirigido precedentemente en su película A cualquier precio. Es justamente gracias a su profunda e intensa interpretación de Nicola Sacco, al lado de Gian Maria Volonté, que fue premiado en el Festival de Cannes de 1971 con el premio para la mejor interpretación masculina.
En los años siguientes será cada vez más apreciado por la crítica y trabajará a la vez, ya sea en Italia, sea en el extranjero, colaborando con directores franceses de gran talento en película de parecido éxito, como Noche sobre la ciudad (Un flic) de Jean-Pierre Melville (1972), flanqueando a Richard Crenna y Borsalino and Co. (Borsalino and Co.) de Jacques Deray (1974), contraponiéndose en la caracterización del gánster italiano Volpone, al protagonista Alain Delon.
Siempre en 1974 el director italiano Mario Baba lo impulsará en su bellísima Perros enojados (Semáforo rojo), donde Cucciolla vestirá el traje de un ambiguo hombre de media edad que, mientras está llevando el hijito enfermo al hospital, será secuestrado en su auto por un grupo de sádicos criminales, conducidos por el Doctor (Maurice Poli). Con Giuliano Montaldo, el director que lo consagró gracias a Sacco y Vanzetti, rechazando poner en su lugar a Yves Montand, Cucciolla colaborará nuevamente en 1982 en la puesta televisiva Marco Polo en el rol del emperador Fu Chi Mi.

## Actividad profesional
Ha desempeñado también la actividad de doblador cinematográfico: por muchos años ha doblado a Roger Moore y a numerosos otros célebres actores extranjeros, rindiendo inconfundible en Italia su voz. Numerosos los trabajos en la prosa radiofónica Rai, desde la mitad de los años 1940, ya sea en  comedias, ya sea en los dramas radiales, integrando la "Compañía de Prosa de Radio Roma".
También numerosas e importantes fueron las participaciones en novelas escenificadas, series y ficciones para la televisión, desde la primera célebre telenovela La isla del tesoro en 1959, hasta su última aparición en 1999, pocos meses antes de morir, en Muerte de una muchacha de bien. Cucciolla ha sido la voz narrante del quinto episodio de la serie de películas sobre Don Camilo: El compañero don Camilo (1965).

## Filmografía parcial

### Cine
- El domingo de la buena gente, dirección de Anton Giulio Majano (1953)
- Italianos brava gente, dirección de Giuseppe De Santis (1965)
- A cualquier precio, dirección de Giuliano Montaldo (1967)
- Los siete hermanos Cervi, dirección de Gianni Puccini (1968)
- La rivoluzione sessuale, dirección de Riccardo Ghione (1968)
- Saco y Vanzetti, dirección de Giuliano Montaldo (1970)
- El caso está cerrado, olvídelo, dirección de Damiano Damiani (1971)
- Estamos todos en libertad condicional, dirección de Manlio Scarpelli (1971
- La violencia: quinto poder, dirección de Florestano Vancini (1972)
- Noche sobre la ciudad, dirección de Jean-Pierre Melville (1972)
- Un apreciado profesional de seguro porvenir, dirección de Giuseppe De Santis (1972)
- El delito Matteotti, dirección de Florestano Vancini (1973)
- No el caso está felizmente solucionado, dirección de Vittorio Salerno (1973)
- Borsalino and Co., dirección de Jacques Deray (1974)
- Perros enojados, dirección de Mario Baba (1974)
- Primos carnales, dirección de Sergio Martino (1974)
- La línea del río, regia de Aldo Scavarda (1976)
- Dispuesto a matar, dirección de Franco Prospere (1976)
- Antonio Gramsci - Los días de la cárcel, dirección de Lino Del Entre (1977)
- El chico de Ebalus, dirección de Giuseppe Schito (1984)
- El coraje de hablar, dirección de Leandro Castellani (1987)
- Una liebre con cara de niña, dirección de Gianni Serra (1988)
- 32 de diciembre, dirección de Luciano De Crescenzo (1988)

### Televisión
- Los días de la historia – narrador en el episodio Cayo Graco (1967)
- El secreto de Luca, dirección de Ottavio Spadaro (1969)
- En la ciudad perdida de Sarzana, dirección de Luigi Faccini (1981)
- Marco Polo, dirección de Giuliano Montaldo (1982)
- Dos prisioneros, dirección de Anton Giulio Majano (1984)
- El enigma de Rue Martin 98, dirección de Jean Delannoy (1986)
- El jefe, dirección de Silverio Blasi (1986)
- Asuntos de familia, dirección de Marcello Fondato (1988)
- La piovra 5 - El corazón de la cuestión, dirección de Luigi Perelli (1990)
- Prisionera de una venganza, dirección de Vittorio Sindoni y Jeannot Szwarc (1991)
- El castillo de los olivos (1993)
- Viento de mar, dirección de Gianfranco Mingozzi (1993)
- Enemigos íntimos, dirección de P. Solinas (1994)
- La voz del corazón, dirección de Lodovico Gasparini (1996)
- El mariscal Rocca, dirección de Giorgio Capitani, episodio "Sentido de culpa" (1996)
- La doctora Giò (1997)
- Muerte de una muchacha de bien (1999)

## Doblaje
- Claudio Villa en Serenata amarga, Serenata para 16 rubias, Siete canciones para siete hermanas, Canción prohibida, Primer aplauso, Hay un sendero en el cielo, Buendía primer amor!, La canción del destino, La banda del hueco
- Erland Josephson en Sacrificio, Yo tengo miedo
- John Cazale en El Padrino, El padrino - Parte II
- Jonathan Pryce en 007 - El mañana nunca muere
- Richard Egan en La chica de veinte dólares
- James Caan en Cuenta al revés
- Robert Duvall en Rosa Scompiglio y sus amantes
- Ian Holm en Otra mujer
- William Redfield en El justiciero de la noche
- David Carradine en Esta tierra es mi tierra
- Michael Lonsdale en El día del chacal
- William Hopper en La conquista del espacio
- Warren Stevens en El planeta prohibido
- Richard Harrison en El justiciero de los mares
- Gérman Cobos en Susana todo crema
- Ken Curtis en Las alas de las águilas
- Ken Scott en The Boxer
- Audie Murphy en Medalla roja al valor
- Tom Drake en El coraje de Lassie
- Bruno Ganz en El cielo sobre Berlín
- Michel Serrault en Nelly y Mr. Arnaud
- Jean-Marc Tennberg en Fanfan la Tulipe
- Gérard Blain en Los delfines
- Jacques Charrier en Tiro al palomo
- Josè Luis De Villalonga en Julieta de los espíritus
- Akira Nishimura en El amor quema en Yokohama
- Akihiko Hirata en Atragon
- Mark Herron en 8½
- Renato Salvatori en Rocco y sus hermanos
- Giuliano Gema en La vuelta de Ringo
- Adolfo Celi en OK Connery
- Carlo Taranto en El médico y el brujo
- Mario Feliciani en Todos a casa
- Dwight Weist en El nombre de la rosa
- William Talman en Perry Mason
- Roger Moore en El Santo
- Paul Guers en La piovra 2, La piovra 3
- Ben Kingsley en El secreto de Sáhara
- Voz narrante en Los terneritos, El compañero don Camilo, Un amor en Roma, El amor primitivo
- Voz narrante del documental Futurismo de Guido Guerrasio
- Voz narrante de los documentales de los hermanos Ángel y Alfredo Castiglioni

## Prosa radiofónica RAI
- El abanico blanco de Hugo von Hofmannsthal, dirección de Corrado Pavolini, 10 de abril de 1957.
- Hyacinth Halvey de Lady Augusta Gregory, dirección de Umberto Benedetto, 2 de mayo de 1958.

## Documentales
- Puglia (1974), documental del ciclo La Italia vista desde el cielo de Folco Quilici
- Tomboy - Los misteri del sexo (1977), voz narrante

## Discografía
- 1961: Poesías de amor/Poesías de amor (Caravan, RA 233)
- 1992: El bosque encantado (concierto de fábulas)

## Curiosidad
- Riccardo Cucciolla dobló la única palabra que el actor Buster Keaton recitó en la película Dos marines y un general, vale decir Gracias (Thanks, en inglesa).

## Premios y distinciones
Festival Internacional de Cine de Cannes
| Año  | Categoría   | Película         | Resultado |
| ---- | ----------- | ---------------- | --------- |
| 1971 | Mejor actor | Sacco e Vanzetti | Ganador   |